# Cuscus
Il cuscus (in italiano anche cuscussù o cuscuso; in francese: couscous o cous cous; in arabo كسكس‎?; in berbero: seksu; in siciliano: cùscusu) è un alimento originario del Maghreb ma diffuso in tutto il mondo, costituito da granelli di semola di grano duro (del diametro di un millimetro prima della cottura, poi via via sempre più grandi) cotti al vapore.

## Generalità

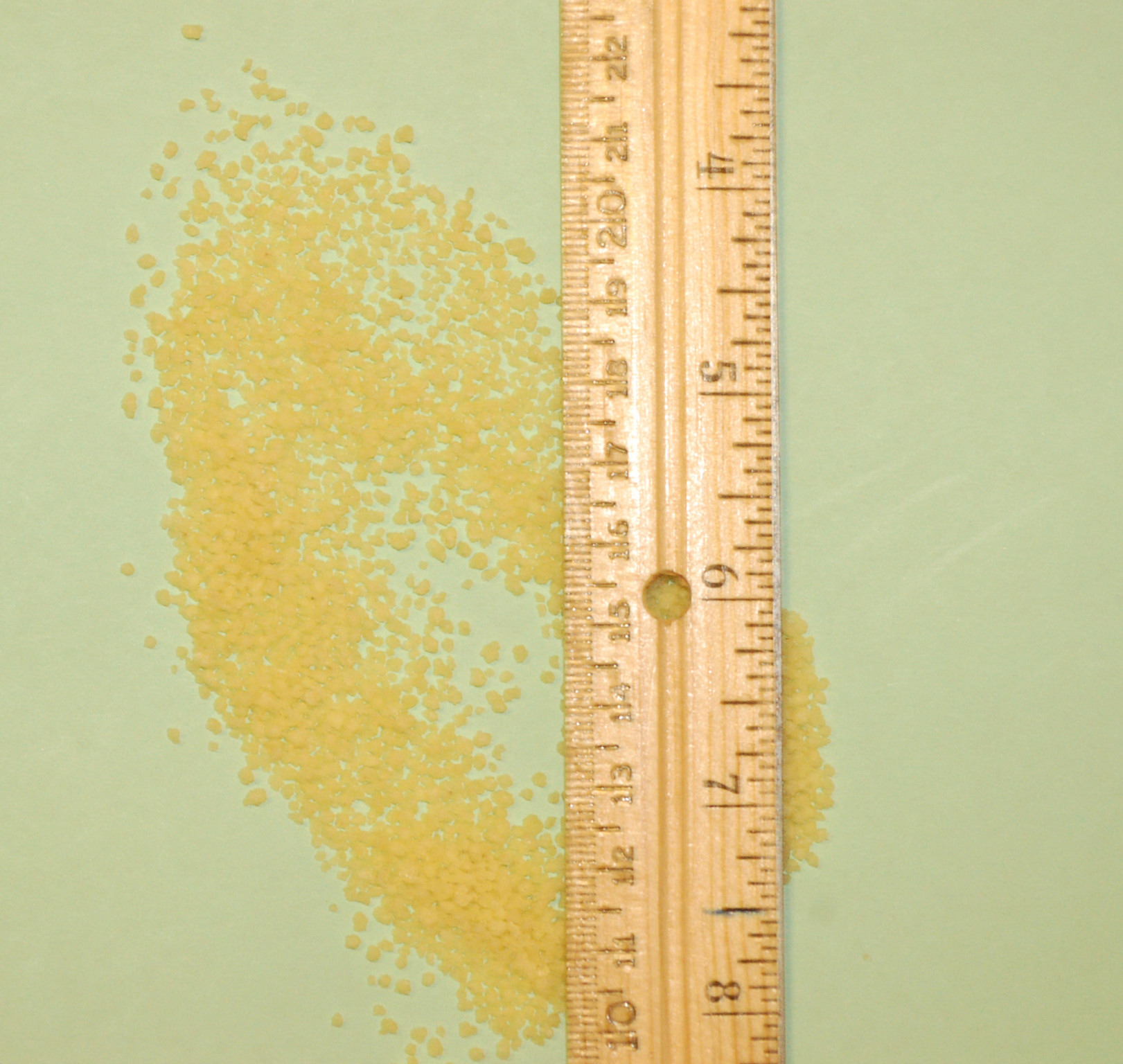
La semola con cui si prepara il cuscus

Tradizionalmente il cuscus viene preparato con semola di grano duro (Triticum durum), quella farina granulosa che si può produrre con una macinatura grossolana utilizzando macine primitive, ma oggi con questo nome ci si riferisce anche ad alimenti preparati con cereali diversi, come orzo, miglio, sorgo, riso, farro o mais. Solitamente esso accompagna carni alla griglia e/o verdure cotte al forno (sulla costa del mar Mediterraneo anche pesce in umido). Può essere reso piccante accompagnandolo con la harissa.
Questo piatto è l'alimento tradizionale di tutto il Maghreb, al punto che lo si potrebbe definire "piatto nazionale" dei berberi. In gran parte di Tunisia, Algeria, Marocco e Libia è conosciuto semplicemente col nome in arabo طعام‎?, ṭaʿām, "cibo". Oltre che nel Maghreb, esso è molto diffuso anche nell'Africa Occidentale, in Francia (terzo piatto preferito dai francesi nel 2014
), in Belgio, nel Vicino Oriente (in particolare, in Israele presso gli ebrei marocchini) e in Brasile. In Giordania, Libano e Palestina viene chiamato in arabo مفتول‎?, maftūl, "ritorto".
In Italia il cuscus è preparato nel trapanese, in Sicilia; è cotto a vapore in una speciale pentola di terracotta smaltata, ma il condimento, a differenza di quello magrebino, è un brodo di zuppa di pesce. Il nome nel dialetto locale è cùscusu.
A livello industriale la maggior parte della produzione si concentra nella zona di Argenta (FE); il 95% del cuscus prodotto è destinato all'esportazione estera in 50 Paesi circa, prima tra tutti la Francia.

## Storia

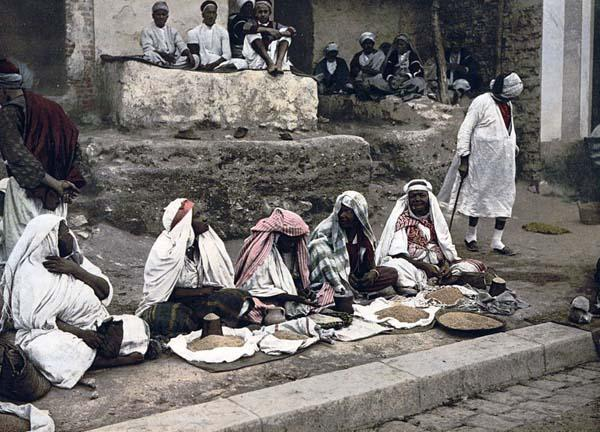
Venditori di cuscus a Tunisi (1899)

Secondo Charles Perry, il cuscus si sarebbe originato tra i berberi, negli attuali Marocco e Algeria tra l'XI e il XIII secolo, tra la fine del periodo della dinastia ziride e la nascita del califfato almohade. Lo storico Hady Roger Idris affermò che il cuscus sarebbe attestato solo a partire dal periodo hafside. Secondo Lucie Bolens, invece, il cuscus si sarebbe sviluppato nell'antica Numidia, ai tempi di Massinissa.
Uno dei primi riferimenti scritti al cuscus viene dall'anonimo autore di un libro di cucina dell'al-Andalus, la Spagna musulmana del XIII secolo, il Kitāb al-tabīkh fī al-Maghrib wa l-Andalus, che dà una ricetta per il cuscus. Il cuscus era noto anche nel sultanato di Granada dei Nasridi. Sempre nel XIII secolo uno storico siriano di Aleppo cita il cuscus in quattro occasioni. Queste citazioni così antiche mostrano che il cuscus si diffuse rapidamente, ma che in generale esso era comune soprattutto nell'occidente islamico fino alla Tripolitania, mentre più a est, a partire dalla Cirenaica, la cucina era soprattutto di tipo egiziano, in cui il cuscus costituiva solo un piatto occasionale. Oggi, il cuscus è conosciuto in Tunisia, nella Sicilia occidentale e nel Vicino Oriente, ma in Marocco, Algeria, e Egitto, il cuscus è il piatto-base. In catalano appare nel romanzo Tirant lo Blanch (1464) col nome di "cuscusó". Uno dei primi riferimenti al cuscus in Europa settentrionale è in Bretagna, in una lettera datata 12 gennaio 1699. Ma già molto tempo prima esso aveva fatto la sua comparsa in Provenza, dove il viaggiatore Jean Jacques Bouchard scrive di averlo mangiato a Tolone nel 1630.

### Origini subsahariane

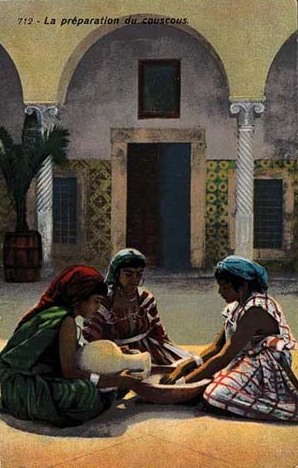
Preparazione della semola per il cuscus

Vi sono crescenti indizi del fatto che il processo di cottura tipico del cuscus, in particolare la cottura a vapore dei grani sul brodo in una pentola in terracotta, potrebbe avere avuto origine prima del X secolo in un'area dell'Africa Occidentale che abbraccia gli attuali Niger, Mali, Mauritania, Ghana e Burkina Faso. Ibn Battuta viaggiò in Mali nel 1352, e in quella che è l'odierna Mauritania ebbe un cuscus di miglio. Egli osservò anche un cuscus di riso nella zona del Mali nel 1350. Va anche ricordato che per secoli i Berberi nomadi ricorrevano a donne nere per cuocere il cuscus, il che potrebbe essere un'ulteriore indicazione dell'origine subsahariana dell'alimento.

## Preparazione
I chicchi di cuscus vengono fatti con la semola (grano duro macinato grossolanamente) o, in alcune regioni, da miglio macinati grossolanamente. La semola viene aspersa d'acqua e lavorata con le mani per farne pallottoline, che vengono asperse di semola asciutta per tenerle separate, e poi passate al setaccio. Le pallottoline che sono troppo piccole per costituire i chicchi di cuscus passano attraverso il setaccio e vengono di nuovo asperse di semola asciutta e lavorate a mano. Questo processo continua fino a che tutta la semola è stata trasformata nei minuscoli chicchi del cuscus.
Questo procedimento richiede una lavorazione molto prolungata. Nella società tradizionale le donne solevano radunarsi a gruppi per vari giorni per preparare insieme una grande quantità di cuscus in grani. Questi ultimi, seccati al sole, potevano poi durare per parecchi mesi. Al giorno d'oggi, la produzione del cuscus è in gran parte meccanizzata, e questo prodotto viene venduto sui mercati di tutto il mondo.
Allo stesso modo si possono preparare le pallottoline di berkukes, che si differenziano per essere più grosse dei chicchi del cuscus normale.

## Cottura

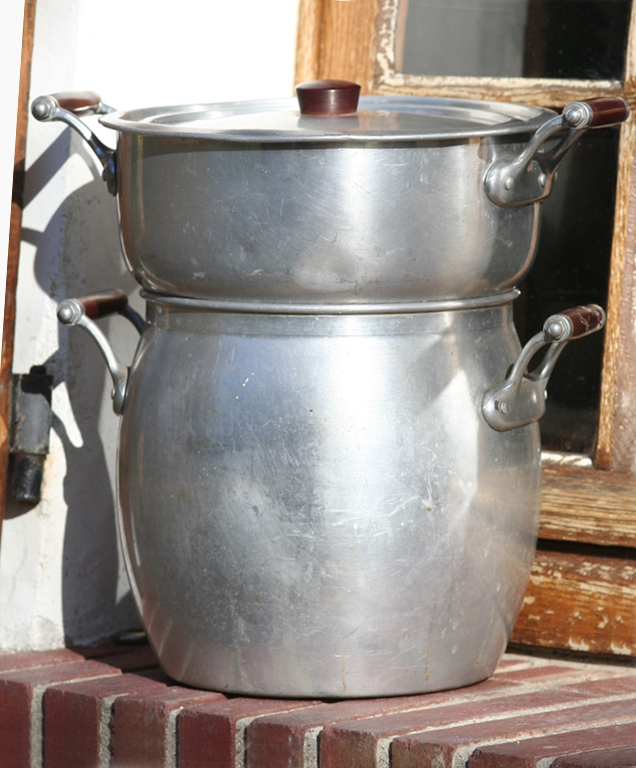
Cuscussiera

Il cuscus dovrebbe essere passato al vapore due o anche tre volte. Quando è cotto come si deve è morbido e leggero, non dovrebbe essere gommoso né formare grumi. Il cuscus che si trova in vendita nei supermercati occidentali è solitamente passato al vapore una prima volta e poi essiccato, e le istruzioni sulla confezione consigliano di aggiungervi un po' di acqua bollente per renderlo pronto al consumo. Questo metodo è rapido e facile da preparare: basta mettere il cuscus in una ciotola e versarvi sopra l'acqua o il brodo bollente, coprendo poi la ciotola. Il cuscus si gonfia e nel giro di pochi minuti è pronto da servire, dopo averlo rimescolato con una forchetta. Il cuscus precotto richiede meno tempo per la preparazione rispetto alla pasta asciutta o al riso.
Il metodo tradizionale del Nordafrica prevede l'uso di un recipiente per la cottura a vapore chiamato taseksut in berbero, kiska:s in arabo o cuscussiera (couscoussier o couscoussière in francese). La base è una pentola di metallo allungata a forma bombata in cui si cuociono le verdure e la carne in umido. Sopra questa base viene collocato il recipiente dal fondo forato in cui il cuscus si cuoce a vapore assorbendo i sapori del brodo sottostante. Se l'incastro tra il bordo della pentola inferiore e il recipiente superiore non è ermetico, spesso viene posto uno strofinaccio umido per non far fuoriuscire il vapore dai lati. Non vi sono molte prove archeologiche di un uso antico del cuscus, ma può darsi che questo si debba al fatto che le cuscussiere antiche erano fatte di materiali organici, destinati a non sopravvivere.

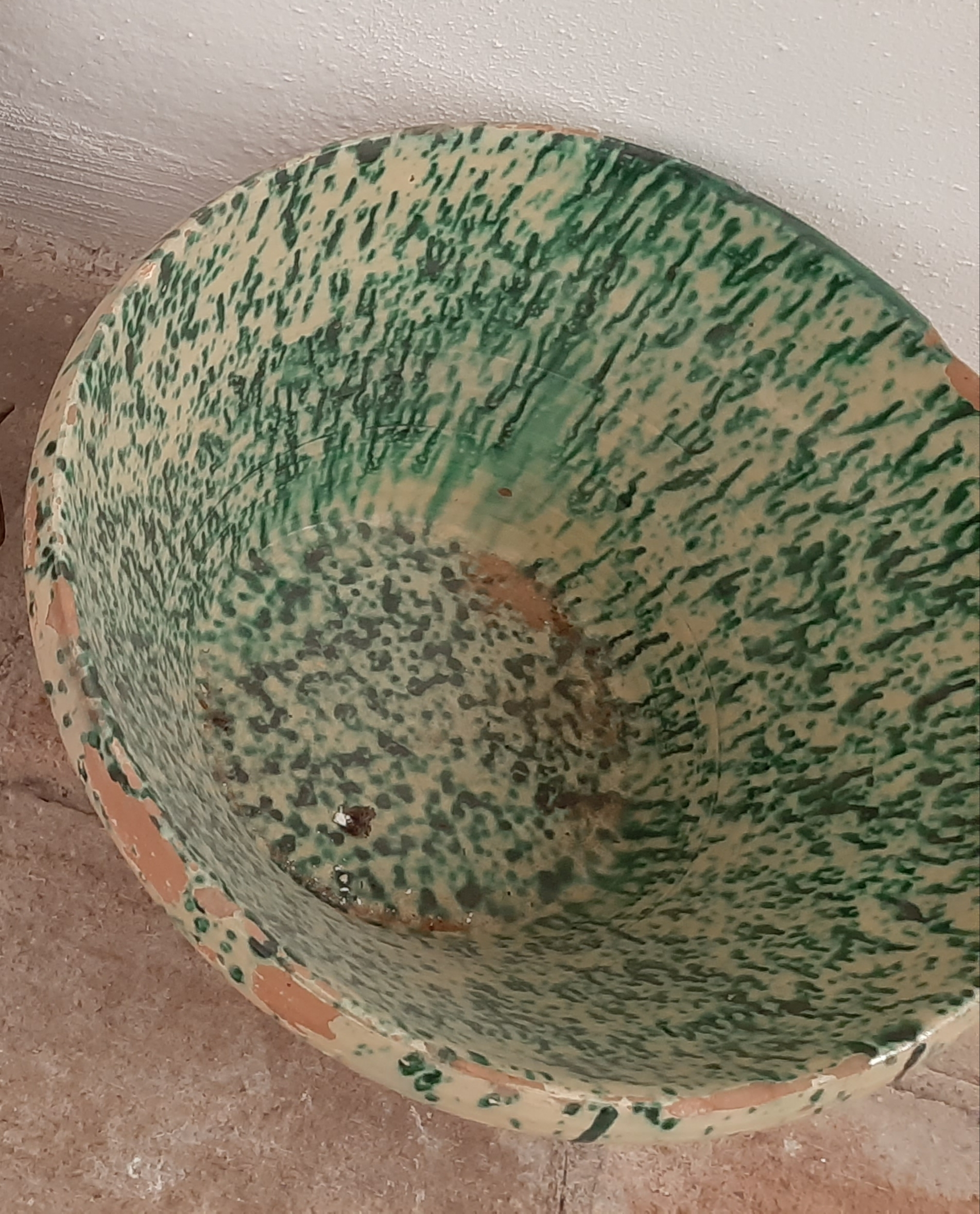
Mafaradda in terracotta dove incocciare la semola per il cuscus alla trapanese

In Marocco, Tunisia e Algeria, il cuscus viene generalmente servito con verdure (carote, rape, ecc.) lessate in un brodo più o meno piccante, e qualche tipo di carne (di solito, pollo, agnello o montone); in Marocco, sul cuscus si può trovare anche del pesce in salsa agrodolce con uvetta e cipolle; in alcune regioni della Libia si usano anche pesce e calamari. il brodo della carne in Tunisia è rosso, con pomodoro e peperoncino, mentre in Marocco di solito è giallo. In alcune zone del Marocco il cuscus viene servito con le patate, chiamato Albitata alkasakas. In Marocco a volte il cuscus viene servito anche alla fine del pasto o da solo, come prelibatezza chiamata seffa. Il cuscus viene cotto più volte, e poi lavorato con carne e verdure, fino a farlo diventare molto morbido e di colore pallido. A questo punto ci si sparge sopra mandorle, cannella e zucchero. È tradizione servire questo dessert insieme con latte aromatizzato con acqua di fiori d'arancio, oppure lo si può servire in una ciotola da solo con siero di latte come minestra leggera per cena.
In Sicilia il cuscus (cùscusu in siciliano) viene tradizionalmente preparato e servito con una zuppa di pesce, i cui ingredienti variano in base al pescato.
Il piatto è oggi popolare anche nella ex potenza coloniale del Nordafrica, la Francia, dove per cuscus si intende di solito il cuscus col suo contorno. Nei negozi e supermercati francesi si trovano spesso confezioni contenenti una scatola di cuscus precotto di rapida preparazione e una lattina di verdure, solitamente con la carne. Vi sono perfino ricette brasiliane che prevedono il cuscus bollito messo in una forma con altri ingredienti a modo di timballo.

## Varietà

### Il cùscusu trapanese
In Sicilia, nella zona del trapanese (territorio con frequenti legami storici e sociali negli ultimi due secoli con Tunisia e Libia), il cùscusu è un piatto tipico della cucina trapanese, soprattutto col pesce. Si ritiene generalmente che la diffusione del cùscusu nella parte nordoccidentale dell'isola risalga al periodo della dominazione araba, ma le prime attestazioni risalgono al 1777, con una testimonianza trovata dall'etnologo Giuseppe Pitrè un secolo dopo che descrive la "vivanda in Sicilia dai saraceni lasciata".
Il cous cous di pesce alla trapanese è stato inserito tra i prodotti agroalimentari tradizionali siciliani dal Ministero delle Politiche agricole, alimentari e forestali.

### Il cascà carlofortino
Il cascà è una variante del cuscus alle verdure. La sua presenza nella cucina di Carloforte e Calasetta, in Sardegna, ha ragioni storiche assai intuibili: Carloforte nel 1738 fu fondata da una colonia di corallari liguri, trasferitisi nel XVI secolo sull'isoletta tunisina di Tabarka, approdati nel XVIII sec. nell'Isola di San Pietro. In passato il cashcà era un piatto semplice e povero: gli elementi base della sua preparazione erano, oltre alla semola opportunamente lavorata, il cavolo cappuccio o il cavolfiore e i ceci. Col tempo il piatto si è evoluto, e alla ricetta base si sono aggiunte le varie verdure di stagione e la carne suina. Il piatto così trasformato è divenuto cibo della festa in epoca recente, preparato soprattutto in occasione della festa patronale di San Carlo. Da parecchi anni nel mese di aprile a Carloforte si tiene una sagra con lo scopo di valorizzare questo tipico piatto della tradizione culinaria tabarchina. Carloforte ospita, dal 2021, anche il Festival Internazionale del cuscus - nato come sagra nel 2003.

### Il maftūl palestinese
Il maftūl è un piatto tipico palestinese, in arabo مفتول‎?, "ritorto", dal movimento che necessario per creare i granuli.
Il maftūl può essere paragonato al cuscus maghrebino, per il fatto che in tutti due i casi, si usa il semolino. La differenza: nel cuscus maghrebino i granuli sono più piccoli. Il maftoul va cotto in apposita pentola a vapore.

### Il qūsqūs israeliano

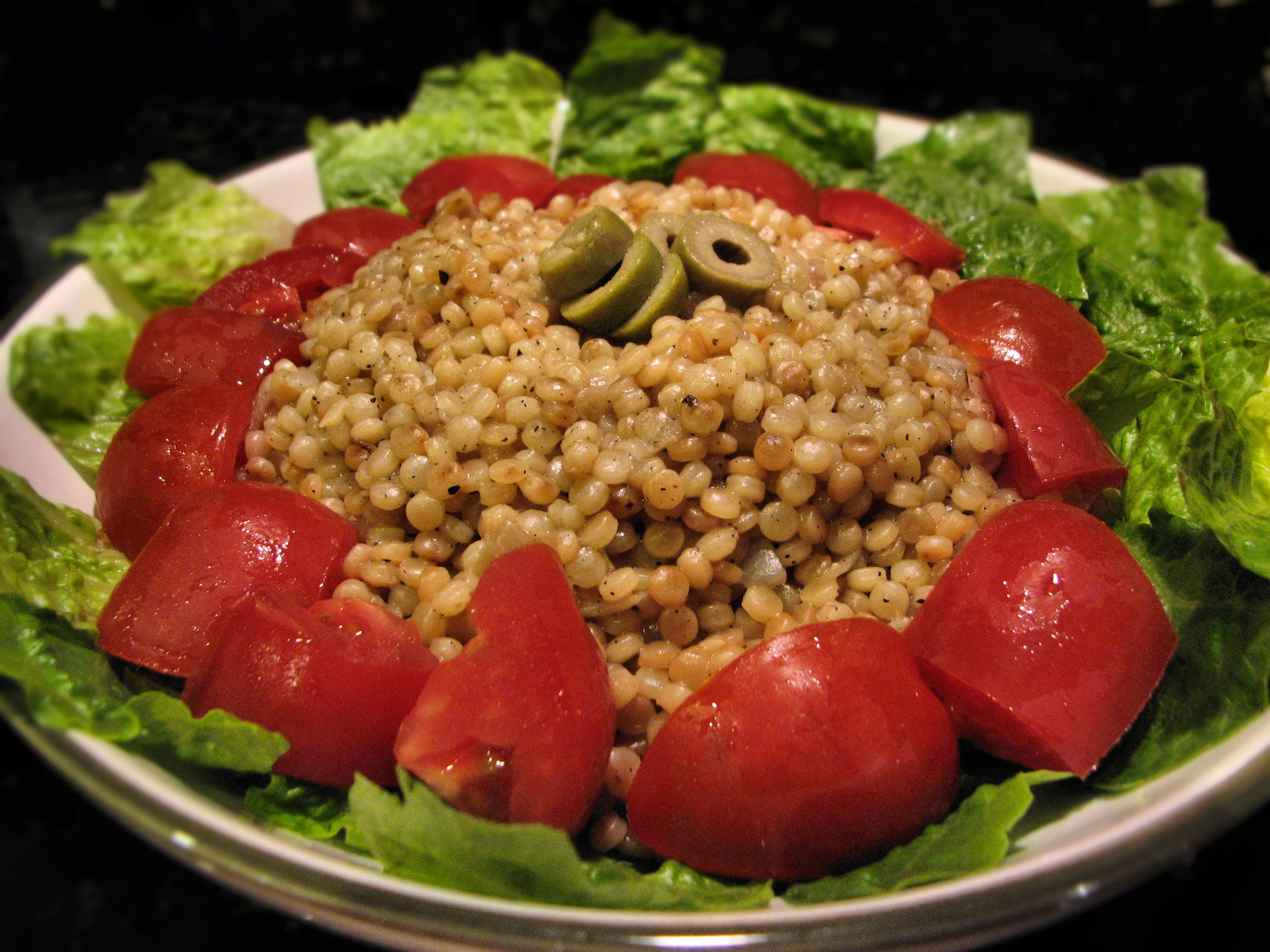
Cuscus israeliano

Il cuscus nella cucina israeliana (in ebraico: קוסקוס, in trascrizione: qūsqūs), conosciuto anche come maftūl o cuscus in perle, è una versione del cuscus a granuli più grossi, a base di grano intero fatto con semola o farina di grano, e che viene anche servito in modi diversi. Nella cucina occidentale viene spesso usato come base per piatti di salmone o di pollo, oppure viene messo nelle insalate. Un uso simile a quello del tarhonya (risoni di pasta all'uovo), tipico della cucina dell'Europa orientale. 
Qualcosa di analogo nella cucina italiana sono i manfrigoli / mondellini.
Si dice che il cuscus israeliano si sia diffuso per venire incontro alle esigenze delle ondate di ebrei immigrati da diverse parti del Vicino Oriente dopo la proclamazione di indipendenza dello Stato di Israele nel 1948. 
A quell'epoca il grano era relativamente abbondante, mentre c'era scarsità di riso. Il cuscus puntava a fornire un'alternativa al riso per quegli immigrati dai Paesi arabi orientali e dalla Persia per i quali il riso costituiva il piatto base.